# La mort caresse à minuit
Pour plus de détails, voir Fiche technique et Distribution.
La mort caresse à minuit (La morte accarezza a mezzanotte) est un film italo-espagnol réalisé par Luciano Ercoli, sorti en 1972.

## Synopsis
Top model en vogue pour une agence italienne, Valentina essaie une toute nouvelle drogue proche du LSD. Au cours de sa traversée psychédélique, elle assiste à un meurtre d'une cruauté surprenante. Persuadée que cet assassinat n'est pas que le fruit de son imagination, elle se met en quête de l'assassin.

## Fiche technique
- Titre : La mort caresse à minuit
- Titre original : La morte accarezza a mezzanotte
- Titre international : Death Walks At Midnight
- Réalisation : Luciano Ercoli
- Scénario : Sergio Corbucci, Ernesto Gastaldi, Manuel Velasco et Guido Leoni (dialogues)
- Musique : Gianni Ferrio
- Photographie : Fernando Arribas
- Montage : Angelo Curi
- Décors : Francesco Di Stefano et Juan Alberto Soler
- Pays de production :  Italie |  Espagne
- Format : Couleurs - 2,35:1 - Son mono - 35 mm
- Genre : Comédie horrifique et thriller
- Durée : 103 minutes
- Date de sortie : Italie : 17 novembre 1972

## Distribution
- Susan Scott : Valentina
- Simón Andreu : Gio Baldi
- Pietro Martellanza : Stefano
- Claudie Lange : Verushka Wuttenberg
- Carlo Gentili : l'inspecteur Seripa
- Ivano Staccioli : le professeur Otto Wuttenberg
- Fabrizio Moresco : Pepito
- Luciano Rossi : Hans Krutzer

## Autour du film
- Le tournage s'est déroulé à Barcelone, Côme et Milan.
- La chanson Valentina (Controluce) est interprétée par Mina Mazzini.
- Nieves Navarro, qui interprète Valentina sous le pseudonyme de Susan Scott, est l'épouse du réalisateur.